# 蕭奇烋
蕭奇烋（1556年—？），字懋揚，號師庭，福建興化府莆田縣人，民籍，明朝政治人物。

## 生平
萬曆十三年（1585年）乙酉科福建鄉試第六十六名舉人，十四年（1586年）中式丙戌科會試第一百六十七名，三甲第一百五名進士。工部觀政，授興寧縣知縣，十五年（1587年）十一月調湘潭縣知縣，致仕歸里。

## 家族
曾祖蕭儼；祖父蕭文麟；父蕭槐，知縣。母周氏（封孺人）。慈侍下。兄蕭奇勳（嘉靖三十二年進士，南京戶部員外郎）、蕭奇烈、蕭奇照、蕭奇熊（嘉靖四十三年舉人，永昌府同知）、蕭奇熙、蕭奇杰，弟蕭奇燁、蕭奇熠、蕭奇煜、蕭奇炌、蕭奇煥、蕭奇爚、蕭奇燦、蕭奇煒、蕭奇煇。